# Prouzel
Prouzel est une commune française située dans le département de la Somme, en région Hauts-de-France.

## Géographie

### Localisation
Prouzel est un village picard de l'Amiénois.
À vol d'oiseau, la localité est située à 9 km au nord-est de Conty, 11 km au sud-ouest d'Amiens et à 43 km au nord-est de Beauvais.
Le territoire de la commune est limitrophe de ceux de six communes.Les communes limitrophes sont  Bacouel-sur-Selle, Fossemanant, Namps-Maisnil, Nampty, Plachy-Buyon et Ô-de-Selle.

### Géologie et relief
La superficie de la commune est de 5,19 km2 ; son altitude varie de 38  à   129 mètres.

### Hydrographie

#### Réseau hydrographique
La commune est située dans le bassin Artois-Picardie. Elle est drainée par la Selle ou Somme et le canal de Lamoricière.
La Selle, d'une longueur de 39 km, prend sa source dans la commune de Catheux et se jette  dans la Somme canalisée à Amiens, après avoir traversé 16 communes. Les caractéristiques hydrologiques de la Selle sont données par la station hydrologique située sur la commune. Le débit moyen mensuel est de 3,96 m3/s. Le débit moyen journalier maximum est de 10,5 m3/s, atteint lors de la crue du 7 avril 2001. Le débit instantané maximal est quant à lui de 10,7 m3/s, atteint le même jour.

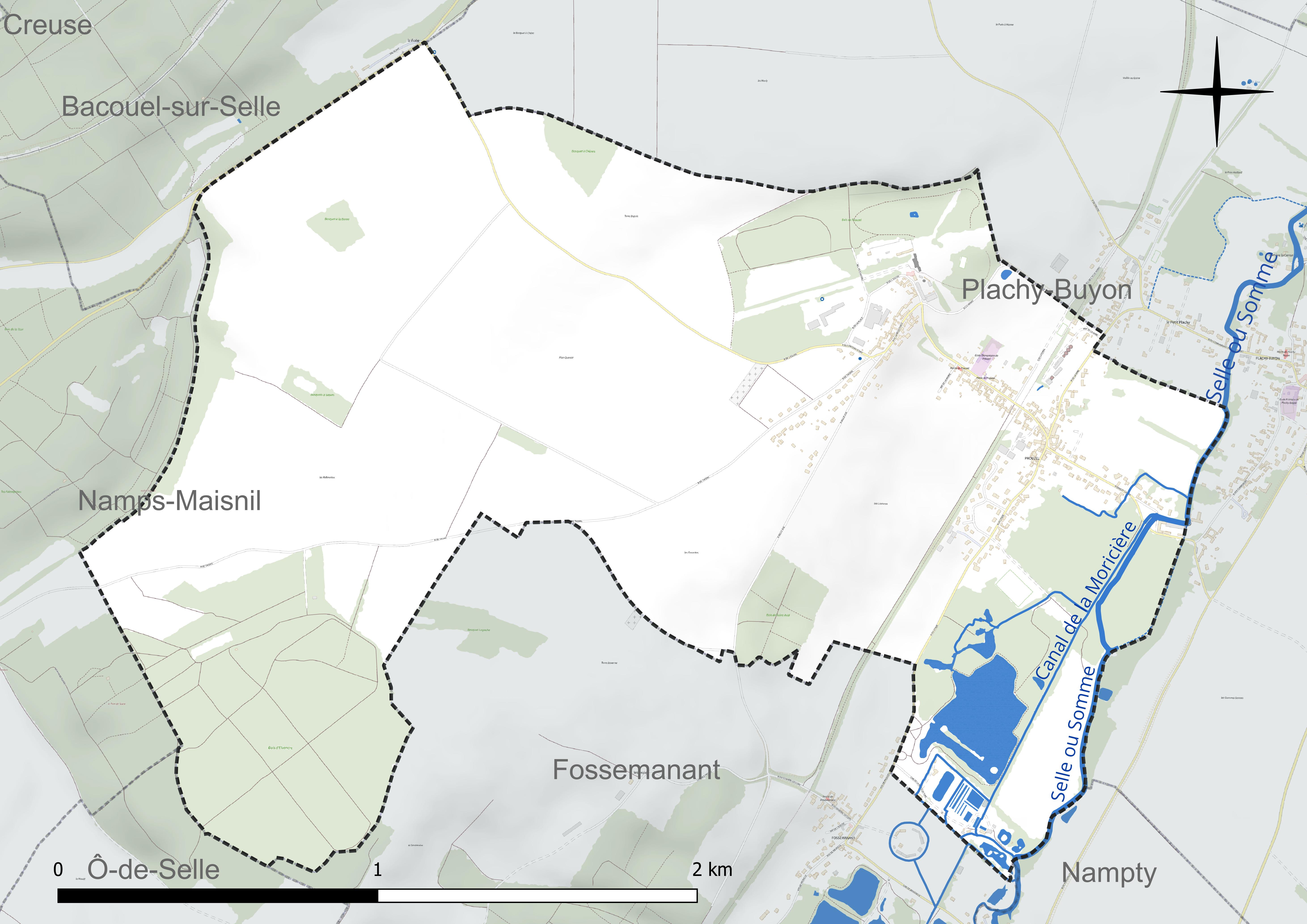
Carte hydrographique de la commune.
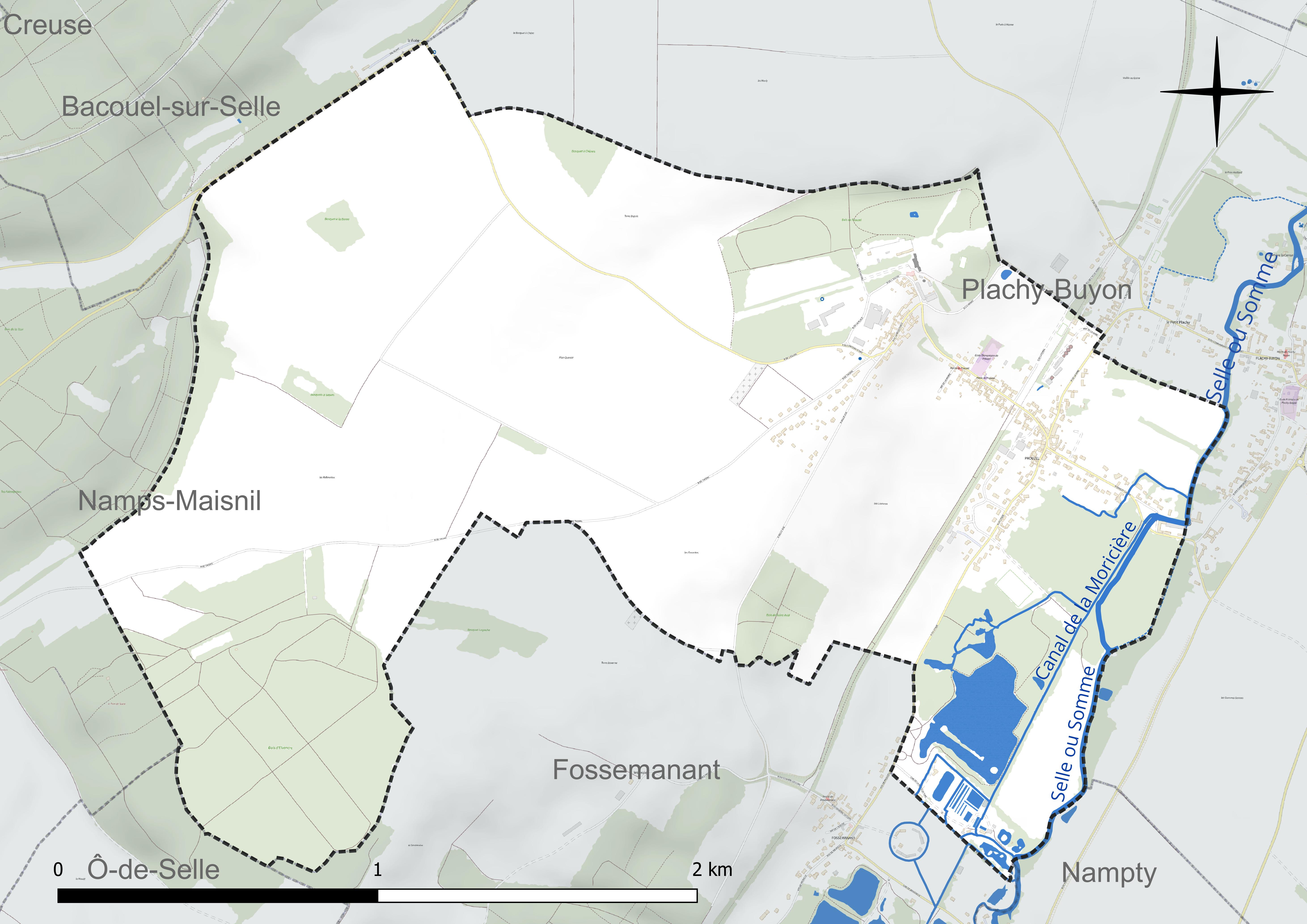
Réseau hydrographique de Prouzel.

#### Gestion et qualité des eaux
Le territoire communal est couvert par le schéma d'aménagement et de gestion des eaux (SAGE) « Somme aval et Cours d'eau côtiers ». Ce document de planification concerne un territoire de 1 835 km2 de superficie, délimité par le bassin versant de la Somme canalisée. Le périmètre a été arrêté le 29 avril 2010 et le SAGE proprement dit a été approuvé le 6 août 2019. La structure porteuse de l'élaboration et de la mise en œuvre est le syndicat mixte d'aménagement hydraulique du bassin versant de la Somme (AMEVA).
La qualité des cours d'eau peut être consultée sur un site dédié géré par les agences de l'eau et l'Agence française pour la biodiversité.

### Climat
Pour des articles plus généraux, voir Climat des Hauts-de-France et Climat de la Somme.
En 2010, le climat de la commune est de type climat océanique dégradé des plaines du Centre et du Nord, selon une étude du CNRS s'appuyant sur une série de données couvrant la période 1971-2000. En 2020, Météo-France publie une typologie des climats de la France métropolitaine dans laquelle la commune est exposée à un climat océanique et est dans la région climatique Nord-est du bassin Parisien, caractérisée par un ensoleillement médiocre, une pluviométrie moyenne régulièrement répartie au cours de l'année et un hiver froid (3 °C).
Pour la période 1971-2000, la température annuelle moyenne est de 10,3 °C, avec une amplitude thermique annuelle de 14,3 °C. Le cumul annuel moyen de précipitations est de 690 mm, avec 11,2 jours de précipitations en janvier et 8,4 jours en juillet. Pour la période 1991-2020, la température moyenne annuelle observée sur la station météorologique la plus proche, située sur la commune de Glisy à 16 km à vol d'oiseau, est de 11,1 °C et le cumul annuel moyen de précipitations est de 646,6 mm,. Pour l'avenir, les paramètres climatiques de la commune estimés pour 2050 selon différents scénarios d'émission de gaz à effet de serre sont consultables sur un site dédié publié par Météo-France en novembre 2022.

## Urbanisme

### Typologie
Au 1er janvier 2024, Prouzel est catégorisée bourg rural, selon la nouvelle grille communale de densité à sept niveaux définie par l'Insee en 2022.
Elle est située hors unité urbaine. Par ailleurs la commune fait partie de l'aire d'attraction d'Amiens, dont elle est une commune de la couronne,. Cette aire, qui regroupe 369 communes, est catégorisée dans les aires de 200 000 à moins de 700 000 habitants,.

### Occupation des sols

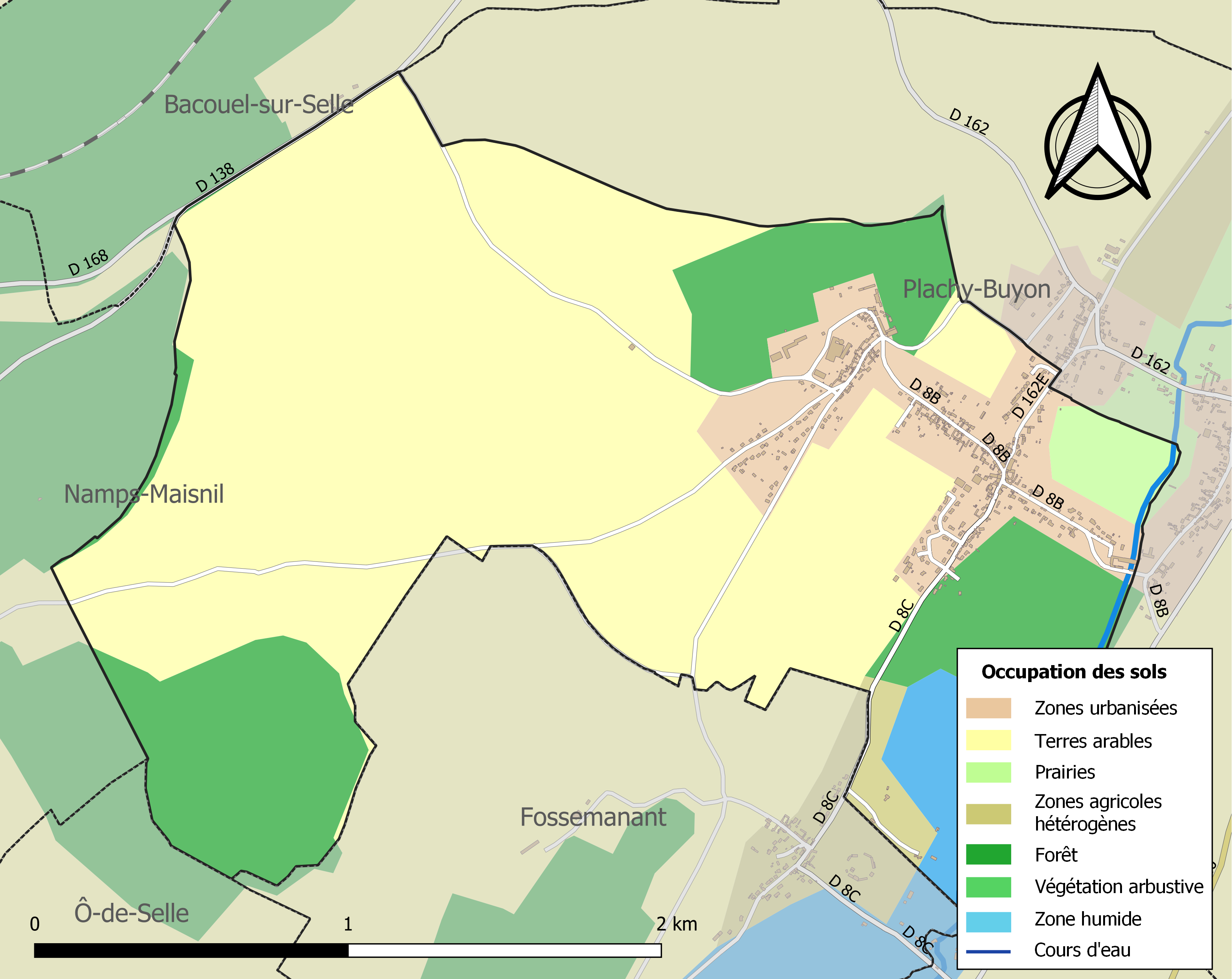
Carte des infrastructures et de l'occupation des sols de la commune en 2018 (CLC).

L'occupation des sols de la commune, telle qu'elle ressort de la base de données européenne d'occupation biophysique des sols Corine Land Cover (CLC), est marquée par l'importance des territoires agricoles (65,5 % en 2018), en diminution par rapport à 1990 (66,6 %). La répartition détaillée en 2018 est la suivante :
terres arables (62,1 %), forêts (19,8 %), zones urbanisées (10,5 %), eaux continentales (4,2 %), prairies (2 %), zones agricoles hétérogènes (1,5 %). L'évolution de l'occupation des sols de la commune et de ses infrastructures peut être observée sur les différentes représentations cartographiques du territoire : la carte de Cassini (XVIIIe siècle), la carte d'état-major (1820-1866) et les cartes ou photos aériennes de l'IGN pour la période actuelle (1950 à aujourd'hui).

### Habitat et logement
En 2020, le nombre total de logements dans la commune était de 239, alors qu'il était de 215 en 2015 et de 210 en 2010.
Parmi ces logements, 96 % étaient des résidences principales, 1,2 % des résidences secondaires et 2,8 % des logements vacants. Ces logements étaient pour 96,8 % d'entre eux des maisons individuelles et pour 3,2 % des appartements.
Le tableau ci-dessous présente la typologie des logements à Prouzel en 2020 en comparaison avec celle de la Somme et de la France entière. Une caractéristique marquante du parc de logements est ainsi la faible proportion des résidences secondaires et logements occasionnels (1,2 %) par rapport au département (8,4 %) et à la France entière (9,7 %). 
| Typologie                                               | Prouzel | Somme | France entière |
| ------------------------------------------------------- | ------- | ----- | -------------- |
| Résidences principales (en %)                           | 96      | 83,2  | 82,1           |
| Résidences secondaires et logements occasionnels (en %) | 1,2     | 8,4   | 9,7            |
| Logements vacants (en %)                                | 2,8     | 8,4   | 8,2            |

### Voies de communication et transports
En 2019,  la localité est desservie par la ligne d'autocars no 29 (Crévecœur-le-Grand - Conty - Amiens)  du réseau interurbain Trans'80 Hauts-de-France.

## Toponymie
Le nom de la localité est attesté sous les formes Perosel (1135-1146) ; Perrosel (1148) ; Prosel (1146) ; Perausellum (1234) ; Perousel (1300) ; Prousel (1301) ; Perrousel (1252) ; Prousel-le-Mont (1507) ; Prouset (1648) ; Larouze-le-Haut (1638) ; La rouse-le-haut (1657) ; Pranssel (1707) ; Prouzel (1761) ; Prouzel-le-mont (1763) ; Prouzel-au-mont (1826-28).
Le toponyme du village, situé sur une éminence crayeuse dominant la vallée de la Selle, est un dérivé du mot petra « pierre ».
Le nom du village en picard est Prouzi.

## Histoire

### Antiquité
On découvre, en 1836, plusieurs sépultures gauloises sur la commune.

### Époque contemporaine

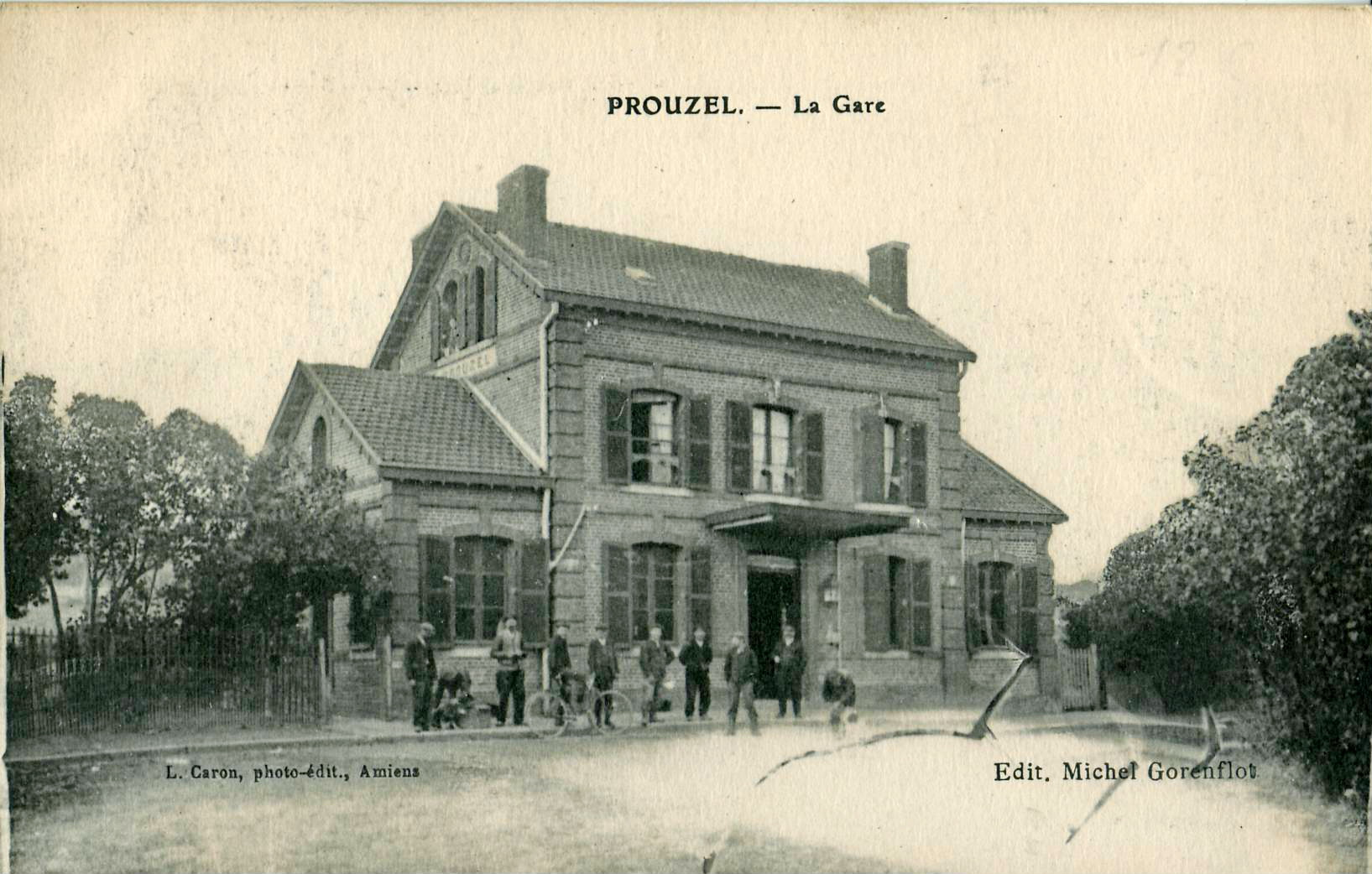
La gare au tout début du XXe siècle.

En 1856, l'usine de papeterie implantée sur la Selle est exploitée par la société Obry et Cie, en 1871 par Bernard et Cie (qui dispose à cette époque d'une machine à vapeur de 50 cv et de turbines hydrauliques de 70 cv). L'entreprise emploie alors 198 salariés. Elle est rachetée par une vente judiciaire et devient Cauvin-Yvose.
La commune disposait d'une halte de chemin de fer sur la ligne Beauvais - Amiens qui transporta les voyageurs de 1876 à 1939. La plate-forme de cette ligne a été transformée en chemin de promenade, la Coulée verte, qui relie Crèvecœur-le-Grand à Vers-sur-Selle.

## Politique et administration

### Rattachements administratifs et électoraux

#### Rattachements administratifs
La commune se trouve dans l'arrondissement d'Amiens du département de la Somme
Elle faisait partie depuis 1801 du canton de Conty. Dans le cadre du redécoupage cantonal de 2014 en France, cette circonscription administrative territoriale a disparu, et le canton n'est plus qu'une circonscription électorale.

#### Rattachements électoraux
Pour les élections départementales, la commune fait partie depuis 2014 du canton d'Ailly-sur-Noye
Pour l'élection des députés,  elle fait partie depuis 2012 de la quatrième circonscription de la Somme.

### Intercommunalité
La commune était membre de la  communauté de communes du canton de Conty, créée par un arrêté préfectoral du 23 décembre 1996, et qui s'est substituée aux syndicats préexistants tels que le SIVOM et le SIVU de la coulée verte. Cette intercommunalité est renommée communauté de communes du Contynois en 2015, à la suite de la disparition du canton.
Dans le cadre des dispositions de la loi portant nouvelle organisation territoriale de la République du 7 août 2015, qui prévoit que les établissements publics de coopération intercommunale (EPCI) à fiscalité propre doivent avoir un minimum de 15 000 habitants, la préfète de la Somme propose en octobre 2015 un projet de nouveau schéma départemental de coopération intercommunale (SDCI) qui prévoit la réduction de 28 à 16 du nombre des intercommunalités à fiscalité propre du département.
Ce projet prévoit la « fusion des communautés de communes du Sud-Ouest Amiénois, du Contynois et de la région d'Oisemont », le nouvel ensemble de 37 412 habitants regroupant 120 communes,. À la suite de l'avis favorable de la commission départementale de coopération intercommunale en janvier 2016, la préfecture sollicite l'avis formel des conseils municipaux et communautaires concernés en vue de la mise en œuvre de la fusion.
La communauté de communes Somme Sud-Ouest, dont est désormais membre la commune, est ainsi créée au 1er janvier 2017.

### Liste des maires
| Période                                  | Période                    | Identité                                   | Étiquette | Qualité                                         |
| ---------------------------------------- | -------------------------- | ------------------------------------------ | --------- | ----------------------------------------------- |
| Les données manquantes sont à compléter. |                            |                                            |           |                                                 |
|                                          |                            |                                            |           |                                                 |
| 1808                                     | 1830                       | Charles Louis Désiré Gaillard d'Auberville |           | Comte, propriétaire exploitant agricole         |
|                                          |                            |                                            |           |                                                 |
| mars 2001                                | janvier 2022               | Audouin de L'Épine,                        | DVD       | Agriculteur Châtelain de Prouzel Démissionnaire |
| février 2022                             | En cours (au 12 mars 2024) | Nathalie Pizzaferri                        |           | Sans profession                                 |

## Équipements et services publics

### Enseignement
Les enfants de la commune sont scolarisés avec ceux de Plachy-Buyon dans le cadre d'un regroupement pédagogique intercommunal.

## Population et société

### Démographie
L'évolution du nombre d'habitants est connue à travers les recensements de la population effectués dans la commune depuis 1793. Pour les communes de moins de 10 000 habitants, une enquête de recensement portant sur toute la population est réalisée tous les cinq ans, les populations de référence des années intermédiaires étant quant à elles estimées par interpolation ou extrapolation. Pour la commune, le premier recensement exhaustif entrant dans le cadre du nouveau dispositif a été réalisé en 2006.

En 2022, la commune comptait 571 habitants, en évolution de +5,35 % par rapport à 2016 (Somme : −1,26 %, France hors Mayotte : +2,11 %).
| 1793 | 1800 | 1806 | 1821 | 1831 | 1836 | 1841 | 1846 | 1851 |
| ---- | ---- | ---- | ---- | ---- | ---- | ---- | ---- | ---- |
| 215  | 108  | 239  | 285  | 366  | 346  | 385  | 372  | 409  |

| 1856 | 1861 | 1866 | 1872 | 1876 | 1881 | 1886 | 1891 | 1896 |
| ---- | ---- | ---- | ---- | ---- | ---- | ---- | ---- | ---- |
| 388  | 384  | 386  | 370  | 353  | 385  | 358  | 363  | 372  |

| 1901 | 1906 | 1911 | 1921 | 1926 | 1931 | 1936 | 1946 | 1954 |
| ---- | ---- | ---- | ---- | ---- | ---- | ---- | ---- | ---- |
| 304  | 371  | 341  | 325  | 327  | 325  | 315  | 344  | 297  |

| 1962 | 1968 | 1975 | 1982 | 1990 | 1999 | 2006 | 2011 | 2016 |
| ---- | ---- | ---- | ---- | ---- | ---- | ---- | ---- | ---- |
| 306  | 352  | 384  | 399  | 502  | 503  | 481  | 478  | 542  |

| 2021 | 2022 | - | - | - | - | - | - | - |
| ---- | ---- | - | - | - | - | - | - | - |
| 567  | 571  | - | - | - | - | - | - | - |

## Culture locale et patrimoine

### Lieux et monuments
- Église Notre-Dame-de-la-Nativité, du XVIe siècle, avec des fonts baptismaux du XIIe siècle.
- Chapelle Notre-Dame-des-Vertus.
- Le château et son parc font l'objet d'une inscription au titre des monuments historiques[39]. L'édifice Renaissance, sur deux niveaux surmontés d'un toit à la Mansard, a été acquis en 1880 par le baron de l'Épine dont les descendants sont encore propriétaires[40],[41].
- Pigeonnier du XVIIIe siècle.
- Usine de papeterie, rue Ernest-Cauvin, implantée sur le site d'un moulin à eau connu dès le XIIIe siècle. L'établissement est transformé en moulins à huile et à foulon au XVIIe siècle, puis moulin à papier en 1794, retransformé entre 1838 et 1844 par Obry et Tavernier en usine de papeterie qui se développe à cheval sur Prouzel et Plachy-Buyon. Certains des bâtiments datent de cette époque, d'autres de la fin du XIXe ou du début du XXe siècle[22].

### Personnalités liées à la commune
Christophe Louis Léon Juchault de Lamoricière, général de l'armée française, député de la Sarthe, ministre de la guerre de la Deuxième République en 1848, châtelain de Prouzel, y décède le 11 septembre 1865,.

### Héraldique
| Blason de Prouzel | Blason  | D'or à une aigle d'azur, becquée et membrée de gueules, chargée en cœur d'un écu de gueules au chef d'or, soutenue d'une burelle de sable frettée d'argent et cloutée du même ; au comble ondé d'azur chargé d'une coquille d'argent à dextre et d'une croix pattée du même à senestre. |
| Blason de Prouzel | Détails | L'aigle est empruntée aux armes de la famille Le Sellier, qui acquiert la seigneurie en 1490. L'écusson posé sur son ventre est aux armes de la famille de Longroy, qui posséda la seigneurie au début du siècle précédent. La croisette est empruntée aux armes de la famille Gaillard, avec Louis-Joseph Gaillard de Boëncourt qui devient seigneur de Prouzel en 1777. La coquille est quant à elle empruntée aux armes du général de Lamoricière qui se retire en 1860 à Prouzel et y meurt cinq ans plus tard. La burelle frettée est tirée des armes de la famille de L'Épine qui acquiert en 1881 le domaine de Prouzel. Enfin, le comble ondé d'azur évoque la Selle, rivière qui coule à Prouzel. Adopté le 30 mai 2023. |